# Каркоць Михайло
Каркоць Михайло (нар. 6 березня 1919, Луцьк, Україна) — військовий офіцер, який служив в Українському Легіоні Самооборони (УЛС), а потім у Ваффен-СС під час Другої світової війни. Станом на червень 2013 року чоловік з таким же ім'ям проживав у Міннесоті. За твердженням «Associated Press», це одна й та ж особа.
Син Михайла відхилив ідентифікації свого батька як «нациста».

## Друга світова війна
За даними «Associated Press» Каркоць був одним із засновників і лейтенантом у 2-й роті Українського Легіону Самооборони. УЛС був одним з батальйонів Шуцманшафту. Після розформування УЛС Михайла перевели у 14-ту дивізію СС «Галичина», де був офіцером і служив заступником командира роти.
УЛС нібито брав участь у військових злочинах проти цивільного населення в України та Польщі. Його особиста участь у будь-яких військових злочинах не була продемонстрована, але німецько-нацистські записи показують, що, як лейтенант і командир підрозділу, Каркоць брав участь у придушенні Варшавського повстання в серпні 1944 року, а також у кількох інших діях щодо цивільних осіб, включаючи масові убивства в селах Хланів (Chłaniów) та Владиславін Люблінського воєводства 23 липня 1944 року. Новини, посилаючись на розслідування, стверджують, що Каркоць служив у 14-й Дивізії СС «Галичина» і що він допоміг придушити Варшавське повстання; проте його відділ не брав участі в бойових діях Варшавського повстання, і його в той час навіть не було на території Польщі.
УЛС був розформований у листопаді 1944 року і мало хто залишилися в живих, в основному ті, кого перевели до 30-ї гренадерської дивізії Ваффен-СС. У перші місяці 1945 року, деякі з решти елементів УЛС, офіційно відомі як 31-й Шуцманшафт батальйон, були передані до 14-ї дивізії СС «Галичина», яка протидіяла партизанам на словенсько-австрійському кордоні. Таким чином, якщо Каркоць був членом 14-ї Дивізії СС «Галичина», це було б протягом декількох місяців, перш ніж він здався західним союзникам 10 травня 1945 року.
За даними AP, нацистський аркуш платні, що перебувають у польських архівах та підписаний офіцером СС 8 січня 1945 р., показує, що Каркоць був присутній у Кракові (Польща), і брав свою платню як член УЛС.

## Післявоєнний час

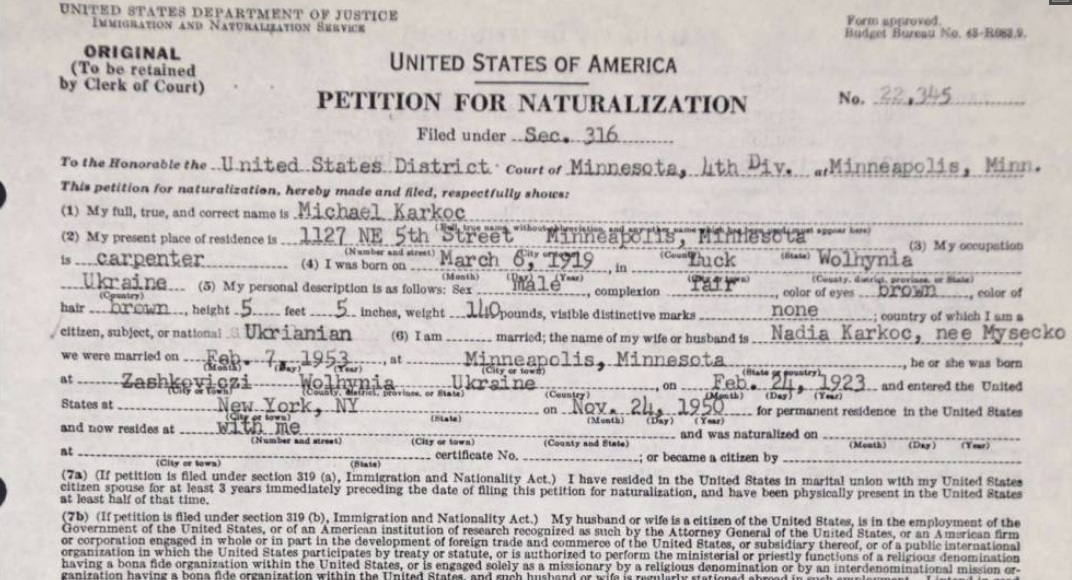
Петиція про Натуралізацію Михайла Каркоця

Людина на ім'я Михайло Каркоць іммігрувала до США 1949 року після заяви імміграційній владі, що він не виконував будь-яку військову службу під час війни. У той час він сказав, що працював на свого батька до 1944 року, а потім працював у трудовому таборі з 1944 до 1945 року. Через 10 років після імміграції він став громадянином США.
У червні 2013 року Associated Press опублікувало звіт про розслідування нацистських військових злочинів, де дослідник Стівен Анкієр стверджував, що людина на ім'я Михайло Каркоць в цей час мешкає в Міннеаполісі, штат Міннесота, який був «командиром СС», народився в 1919 році, і що він визнав свою участь в УЛС і 14-й дивізії СС «Галичина» в 1995 році в мемуарах українською мовою.
Андрій Каркоць, син Михайла Каркоця, який пише своє прізвище по іншому, ніж його батько, заявив, що його батько ніколи не був нацистом і звинуватив «Associated Press» у наклепі на свого батька.

## Книги
- Каркоць-Вовк М. Від Вороніжа до Українського Леґіону Самооборони [Архівовано 3 жовтня 2015 у Wayback Machine.]. — Рівне : Союз Ветеранів Визвольних Змагань УНР, Союз Ветеранів Українського Резистансу, 2002. — Друге видання із доповненням. — 248 с.